# ASOS.com
ASOS.com (acronimo di As Seen On Screen) è un sito britannico di moda e cosmesi. La compagnia è stata fondata nel 2000 a Londra, e il mercato di riferimento è principalmente quello della moda per giovani.
Il sito vende più di 850 marche, compresa la propria, e spedisce in più di 200 paesi dagli hub principali situati in Regno Unito, Unione europea e Stati Uniti d'America.